# Falsocibicides
Falsocibicides es un género de foraminífero bentónico de la subfamilia Cibicidinae, de la familia Cibicididae, de la superfamilia Planorbulinoidea, del suborden Rotaliina y del orden Rotaliida. Su especie tipo es Falsocibicides aquitanicus. Su rango cronoestratigráfico abarca desde el Stampiense (Oligoceno medio) hasta el Burdigaliense (Mioceno inferior).

## Clasificación
Falsocibicides incluye a las siguientes especies:
- Falsocibicides aquitanicus